# Devi Lal
Devi Lal, född 25 september 1914, död 6 april 2001, var en indisk politiker aktiv inom Haryana Lok Dal (Rashtriya) mest känd för att ha varit chefsminister i delstaten Haryana (1987-1989), och vice premiärminister i Indien.